# Adrian Kosowski
Adrian Kosowski (ur. 1986) – polski informatyk, matematyk i fizyk, doktor habilitowany, Chief of Product w firmie Pathway.

## Życiorys
Szkołę podstawową ukończył w cztery, a średnią w trzy lata, przy czym naukę w szkole podstawowej rozpoczynał jako 7-latek od czwartej klasy. Maturę zdał w wieku 13 lat w III Liceum Ogólnokształcącym im. Bohaterów Westerplatte w Gdańsku. Stypendysta Krajowego Funduszu na rzecz Dzieci. W 2005 ukończył studia informatyczne na Politechnice Gdańskiej. Jego praca magisterska, napisana pod kierunkiem prof. Marka Kubale, została uznana za najlepszą w Ogólnopolskim Konkursie Polskiego Towarzystwa Informatycznego. Ukończył ponadto studia w zakresie matematyki i fizyki na Uniwersytecie Gdańskim.
Stopień naukowy doktora otrzymał w 2007 na Politechnice Gdańskiej na podstawie pracy pt. Metody chromatyczne dla problemu przydziału tras w sieciach, przygotowanej pod kierunkiem prof. Krzysztofa Giaro. Habilitację uzyskał na Uniwersytecie Bordeaux na podstawie rozprawy pt. Time and Space-Efficient Algorithms for Mobile Agents in an Anonymous Network (2013).
Był adiunktem w Katedrze Algorytmów i Modelowania Systemów na Wydziale Elektroniki, Telekomunikacji i Informatyki Politechniki Gdańskiej. Większość kariery badawczej w sektorze publicznym spędził w Institut national de recherche en informatique et en automatique (Inria) w Paryżu w laboratorium IRIF oraz na École Polytechnique.
Jest autorem (stan na 2011) ponad 70 recenzowanych publikacji. Naukowo zajmuje się m.in. algorytmiczną teorią grafów, teorią obliczeń rozproszonych, geometrią obliczeniową, informacją kwantową oraz uczeniem maszynowym, szczególnie na danych strumieniowych.

## Nagrody
- Nagroda im. Witolda Lipskiego w 2009[9].